# Recueil de danses
Un recueil de danses est une publication (ou un manuscrit) comportant une collection de danses pratiquées à une époque donnée. On y trouve généralement la partition musicale et, dans le meilleur des cas, la description des danses.
Jusqu'à la fin du XVIIe siècle, on publie essentiellement des recueils d'« airs à danser », sans indication des danses (à l'exception de la célèbre Orchésographie de Thoinot Arbeau). Raoul Feuillet publie en 1700, et pour la première fois, un recueil de danses contenant la description des danses au moyen d'un système de notation de son invention.
Durant tout le XVIIIe siècle, la plupart des maîtres de danse mettent un point d'honneur à publier leurs propres recueils, de sorte que le corpus s'enrichit considérablement, tant à Paris qu'en province française et même au-delà. Les recueils anglais de country dances ou les ouvrages allemands de Feldenstein, Weis ou Haslpöck en sont les meilleurs témoins. C'est le règne de la contredanse, qui entre dans les salons et gagne l'ensemble de la bourgeoisie.

## Quelques recueils de danses édités auXVIIIesiècle

### France
- Raoul Feuillet, Recueil de dances (Paris 1700), Recueils de dances de bal (Paris 1702-1709), Recueil de contredances (Paris 1706)
- Jacques Dezais (continuateur de Feuillet), Recueils de dances (Paris 1710-1724), IIe recueil de nouvelles contredances (Paris 1712)
- Michel Gaudrau, Nouveau recueil des dances de bal et celle de ballet (Paris 1712)
- Pierre Rameau, Abbrégé [sic] de la nouvelle méthode dans l'art d'écrire ou de tracer toutes sortes de danses de ville (Paris 1725)
- de La Cuisse, Le Répertoire des bals (Paris 1762-1765)
- Sauton, Méthode pour apprendre la chorégraphie des contredanses nouvelles et à la mode (Paris 1765)
- Guillaume, Almanach dansant (Paris 1769-1770)
- [Bouin], Recueil de contre-danses nouvelles françaises et allemandes (Paris 1769-1780)
- Dubois, Principes d'allemandes (Paris, c. 1770)
- Landrin, Potpourri françois des contre danse ancienne (Paris c. 1780)

### Allemagne
- Johann Pasch, Tantz-Meister [...] (Glückstadt et Leipzig 1705)
- Gottfried Taubert, Rechtschaffener Tantzmeister (Leipzig 1717)
- Jean-Pierre Dubreil, La Carlstadt [et autres danses] (Munich 1718 et 1730)
- Carl Christoph Lange, Choreographische Vorstellung der Englischen und Französischen Figuren in Contretänzen (Leipzig 1763)
- Carl Joseph von Feldenstein, Erweiterung der Kunst nach der Chorographie zu tanzen (Braunschweig 1772)
- Friederich Wilhelm Weis, Johann Christian Blessmann, Characteristische Englische Tänze (Lübeck 1777-1778)
- Haslpöck, Cet ouvrage premier contenant diverses contredances [...] (s.l.n.d.)
- Theodorus Franciscus Petersen, Praktische Einleitung in die Choregraphie (Schleswig 1791)

### Angleterre
- Nathaniel Kynaston, 24 New Country Dances (Londres 1709-1717)
- John Weaver, Orchesography (Londres 1706)
- John Pemberton, An Essay for the further Improvement of Dancing (Londres 1711)
- John Walsh, 24 Country Dances (Londres 1713-1765)
- John Essex, For the further Improvement of Dancing (Londres 1719)
- Le Rousseau, A Collection fo new Ball- and Stage Dances (Londres 1720)
- John Johnson, A Choice Collection of 200 Favourite Country Dances (Londres 1736-1751)
- David Rutherford, Complete Collection of 200 Country Dances (Londres 1748-1775)
- Peter Thompson, Country Dances [titres divers] (Londres 1755-1799)